# Vosmaeropsis levis
Vosmaeropsis levis är en svampdjursart som beskrevs av Hozawa 1940. Vosmaeropsis levis ingår i släktet Vosmaeropsis och familjen Heteropiidae.
Artens utbredningsområde är havet kring Japan. Inga underarter finns listade i Catalogue of Life.